# Luigi Guelpa
Luigi Guelpa (Biella, 22 dicembre 1843 – Biella, 18 dicembre 1911) è stato un sindacalista e politico italiano.

## Biografia
Nacque a Biella, da famiglia originaria di Camandona, figlio del notaio Giuseppe Guelpa, che fu sindaco di Cossato.
Compì gli studi presso il seminario vescovile e continuandoli poi a Torino, dove sostenne la maturità e si laureò in giurisprudenza nel 1868. Fin da giovane si appassionò al clima patriottico del Risorgimento e studiò approfonditamente le opere di Giuseppe Mazzini.
Insegnò al liceo di Biella e verso il 1877 iniziò l'attività di difesa degli operai in occasione degli scioperi di Crocemosso. Era guidato dai principii dell'operaismo mazziniano, quindi democratico e repubblicano, ma nel contempo avversario del materialismo economico, dell'anarchia e dell'internazionale.

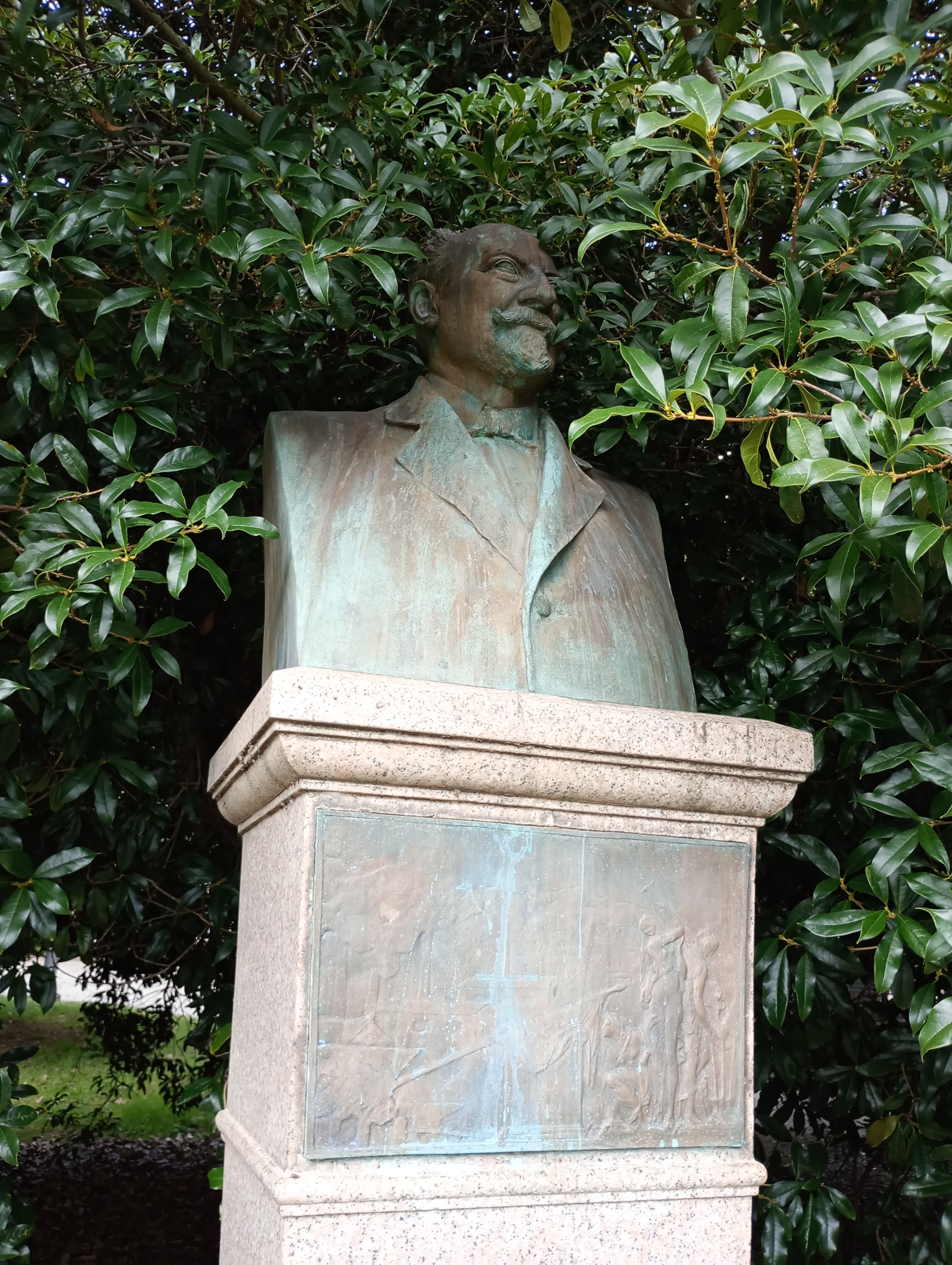
Busto di Luigi Guelpa ai Giardini Zumaglini (Biella)

Nel 1882 (XV Legislatura) fu candidato nel 2º collegio di Novara: ottenne 4 661 voti, ma fu sconfitto da Agostino Bertani. Interessanti i punti del programma che aveva sottoscritto con i suoi comitati elettorali: sostegno del proletariato, istruzione gratuita laica e obbligatoria, abolizione graduale dell'esercito. Avrebbe dovuto sedere all'estrema sinistra.
Fondò nel 1881 il giornale "La Sveglia", l'organo democratico del Biellese, di cui fu il principale collaboratore fino a quando nel 1885 "La Sveglia" si volse verso il socialismo e Luigi Guelpa rassegnò le dimissioni.
Nel 1890 (XVII Legislatura) fu nuovamente candidato e con 10 047 voti prevalse su Corradino Sella. Fu rieletto nel 1892 (XVIII Legislatura), nel collegio di Cossato, dove fu poi battuto nel 1895 (XIX Legislatura) da Federico Garlanda, anche perché aveva proposto invano a Giovanni Giolitti di allargare la maggioranza a sinistra, nell'ottica di un riformismo sociale che avrebbe dovuto difendere gli interessi degli operai nel quadro di una concordia fra le classi sociali. Fra le riforme che propugnava la più importante era l'introduzione dell'imposta progressiva.
Nel 1895 difese in un importante processo i socialisti di Crocemosso, accusati di attività sovversiva, e nel 1896 riuscì a far assolvere i tessitori di Sala Biellese, responsabili della rivolta dell'anno precedente.
Fu anche studioso del Risorgimento: oltre agli studi su Giuseppe Mazzini, su cui tenne un corso all'Università di Genova nel 1902, tenne una conferenza su Giordano Bruno nel 1885, in cui propose il tema della libertà di pensiero non come contrapposizione alla religione, ma come conciliazione tra materia e spirito. Anche nel saggio Mentana. Studio storico (1889) annulla le divergenze tra il programma mazziniano e quello garibaldino, allo scopo di presentare un'idea unitaria dell'ideale risorgimentale e offrire ai giovani una riproposizione dello spirito nazionale della sua generazione.